# Prezident Maďarska
Prezident Maďarska (maďarsky: Magyarország köztársasági elnöke, doslovně přeloženo jako Republikový prezident Maďarska) je nejvyšší ústavní funkce v politickém systému Maďarska. Prezidentský úřad byl opětovně zřízen změnou ústavy dne 23. října 1989, kdy nahradil kolektivní formu hlavy státu. V maďarské historii existoval prezidentský post v rámci první republiky mezi roky 1919 a 1920, přičemž obsazen byl pouze tři měsíce v roce 1919. Podruhé existoval v krátkém období druhé republiky v letech 1946 až 1949. 
Dne 5. března 2024 se úřadu ujal nově zvolený prezident Tamás Sulyok.

## Volba a pravomoci
Prezident je do svého úřadu volen nepřímo parlamentem v tajných volbách na 5 let a může být zvolen na dvě po sobě následující období. Prezident může bez omezení iniciovat uspořádání referenda, jmenovat a odvolávat některé významné činitele a má právo udělit milost. Pro většinu jeho rozhodnutí je však potřebná kontrasignace (spolupodepsání) premiéra či příslušného ministra. Je vrchním velitelem ozbrojených sil. Funkce republikového prezidenta je především reprezentativní, neboť pro maďarský politický systém je charakteristická silná pozice předsedy vlády.

## Seznam prezidentů
Seznam prezidentů současného Maďarska od roku 1989:
|    | Portrét          | Jméno            | Strana       | Ve funkci                      | Ve funkci       | Poznámky |
| od | Portrét          | Jméno            | Strana       | do                             |                 | Poznámky |
| -- | ---------------- | ---------------- | ------------ | ------------------------------ | --------------- | --- |
|    | Mátyás Szűrös    | Mátyás Szűrös    | MSZMP → MSZP | 23. říjen 1989                 | 1. květen 1990  | Jako prozatímní prezident (předseda parlamentu pověřený výkonem prezidentských pravomocí) do prvních svobodných voleb 1990.                                                                               |
| 1. | Árpád Göncz      | Árpád Göncz      | nestraník    | 2. květen 1990 (3. srpen 1990) | 4. srpen 2000   | Od 2. května do 2. srpna 1990 jako prozatímní prezident (předseda parlamentu pověřený výkonem prezidentských pravomocí). Od 3. srpna 1990 jako prezident. Bývalý člen FKgP (1945–49) a SZDSZ (1988–1990). |
| 2. | Ferenc Mádl      | Ferenc Mádl      | nestraník    | 4. srpen 2000                  | 5. srpen 2005   | |
| 3. | László Sólyom    | László Sólyom    | nestraník    | 5. srpen 2005                  | 5. srpen 2010   | Bývalý člen MDF (1987–1989). |
| 4. | Pál Schmitt      | Pál Schmitt      | Fidesz       | 6. srpen 2010                  | 2. duben 2012   | |
|    | László Kövér     | László Kövér     | Fidesz       | 2. duben 2012                  | 10. květen 2012 | Předseda parlamentu pověřený výkonem prezidentských pravomocí. |
| 5. | János Áder       | János Áder       | Fidesz       | 10. květen 2012                | 10. květen 2022 | |
| 6. | Katalin Nováková | Katalin Nováková | Fidesz       | 10. květen 2022                | 26. únor 2024   | |
|    | László Kövér     | László Kövér     | Fidesz       | 26. únor 2024                  | 4. březen 2024  | Předseda parlamentu pověřený výkonem prezidentských pravomocí. |
| 7. | Tamás Sulyok     | Tamás Sulyok     | nestraník    | 5. březen 2024                 |                 | Prezidentský slib složen 26. února 2024. |